# Mainbernheim
Mainbernheim – miasto w Niemczech, w kraju związkowym Bawaria, w rejencji Dolna Frankonia, w regionie Würzburg, w powiecie Kitzingen. Leży w Steigerwaldzie, ok. 6 km na południowy wschód od Kitzingen, przy drodze B8 i linii kolejowej Monachium - Norymberga - Würzburg.

## Polityka
Rada miasta:
|      | CSU | SPD | Wolna Grupa Wyborcza | Razem     |
| 2002 | 2   | 5   | 7                    | 14 miejsc |

## Zabytki i atrakcje
- mury miejskie z dwoma bramami i 21 wieżami
- zbór ewangelicki z 1732